# 1839
1839 (MDCCCXXXIX) fue un año común comenzado en martes según el calendario gregoriano.

## Acontecimientos

### Enero
- 6 y 7 de enero: en Irlanda sucede «La Noche de la Gran Viento» (Big Wind), tormenta con vientos de 185 km/h, que causó la destrucción de cientos de casas en Dublín y en todo el país y muchos centenares de muertes (entre 90 y 300 muertos). Fue la tormenta más dañina de Irlanda en los últimos 300 años.[1]
- 6 de enero: en el sur del Perú se libra el combate de Buin, en el marco de la Guerra entre la Confederación Peruano-Boliviana y el Ejército Restaurador Chileno-Peruano.
- 11 de enero: En la isla caribeña de Martinica, un violento terremoto de 8,0 sacude la isla provocando la muerte de 4.000 personas y la destrucción de la ciudad de Fort-Royal, denominada Fort-de-France desde 1807 por orden de Napoleón.[2]
- 19 de enero: Unos barcos de la Marina Real británica se apoderan del pueblo pesquero de Adén, en el actual Yemen, para frenar los ataques de los piratas y asegurar una escala para la navegación en la ruta de la India. La ciudad será colonia británica hasta 1967.[3]
- 19 de enero: En Estados Unidos, el Congreso de la República de Texas confirma la ciudad de Waterloo como capital permanente, y la renombra como Austin, en honor de Stephen F. Austin, el padre de la República. El gobierno de Texas se trasladó a Austin el 17 de octubre.[4]
- 20 de enero: en el norte de Perú se libra la Batalla de Yungay en la Guerra entre la Confederación Peruano-Boliviana y el Ejército Restaurador Chileno-Peruano, con victoria de este último, lo que permite a Chile convertirse en una potencia regional. Disolución de la efímera Confederación Perú-Boliviana.[5]
- 22 de enero:Juan de la Madriz exgobernador de la provincia de caracas en el año 1835 durante el Gobierno del Dr. José María Vargas. fallece, fue quien compró la casa del Libertador Simón Bolívar en el año 1806 Historia de la casa de Bolívar página 15 Vicente Lecuna, Julio Planchart
- 29 de enero:Charles Darwin se casa con su prima Emma Wedgwood.

### Febrero
- 3 de febrero: La Compañía Británica de las Indias Orientales ocupa Karachi en Pakistán, y comienza la ocupación militar británica de la ciudad.[6]
- 4 de febrero: El movimiento del Cartismo del Reino Unido, reúne a cincuenta y tres delegados en Londres en una Convención Nacional, en la búsqueda de igualdad social y política por medios legales.[7]
- 9 de febrero: En África Occidental, Francia firma acuerdos (Bouet/Broquant y el rey Denis) para poder instalarse en la costa de Gabón. Abolición de la trata de esclavos.[8]
- 13 de febrero: Frédéric Chopin, acompañado de George Sand, abandona la isla de Mallorca, donde había permanecido desde noviembre del año anterior, a causa de su maltrecha salud.
- 15 de febrero: En Estados Unidos, la primera ley estatal que permite a las mujeres ser propietarias de tierras es pasada en Jackson (Misisipi).[9]
- 28 de febrero: En España, se concede la libertad de asociación obrera en Cataluña. Una Real Orden reconoce las sociedades de mutualistas y cooperativistas.[10]
- 28 de febrero: Comienzo en Afganistán de la primera guerra anglo-afgana (hasta 1842). Los británicos consideran que las intrigas persas y rusas suponen una amenaza para su control de la India, y deciden reemplazar al emir Dost Mohammed Khan del clan "barakzai" por un gobernante más dócil, Shuja Shah del clan "sadozai". El ejército anglo-indio cruza el Indo y se concentra en Shikarpur para preparar la invasión de Afganistán.[11]

### Marzo
- 2 de marzo: en Serbia, proclamación de una constitución concedida por el Sultán turco el 24-12-1938, para limitar el poder del Príncipe serbio Miloš Obrenović, estableciendo un consejo con notables del territorio, e influida por los intereses rusos, que favorecían a los constitucionalistas.[12]
- 9 de marzo: en Prusia, el gobierno aprobó una ley protectora del trabajo de los niños, que prohibía el trabajo a menores de 9 años y establecía un máximo de 10 horas diarias para los de 9 a 16 años.[13]
- 9 de marzo: en Veracruz (México) se firma el tratado de paz entre México y Francia, que da fin a la Guerra de los Pasteles.[14]
- 10 de marzo: Estalla la Guerra Grande en el área del Río de la Plata (hasta 1851). Fue una guerra civil interna entre el Partido Nacional (Uruguay) de Manuel Oribe, y los federales argentinos (de Juan Manuel de Rosas), contra el Partido Colorado (Uruguay) del presidente Fructuoso Rivera, y los unionistas argentinos (del general Juan Lavalle), y con el apoyo de Brasil, Francia y el Reino Unido en el frente anti-Rosas, así como mercenarios españoles y los italianos de Garibaldi. Hasta 1843 el conflicto se desarrolló en territorio argentino.[15]
- 10 de marzo: En China, llega Lin Zexu a Cantón, en tanto que Alto Comisario Imperial Plenipotenciario, para acabar con el tráfico de opio en la región (primera guerra del Opio).[16]
- 16 de marzo: En Malasia, fin de la tercera revuelta de los sultanes locales de Kedah contra el poder de Siam.[17] La represión de los revoltosos, que estaban apoyados por Birmania, asienta la soberanía de Siam en el norte de la península de Malasia.[18]
- 18 de marzo: En México el general Antonio López de Santa Anna ocupa la presidencia por quinta vez.[19]
- 18 de marzo: En China, orden del Comisario Imperial Lin Zexu a los comerciantes británicos para que entregaran todo el opio que almacenaban, lo que forzó que el Superintendente Jefe comercial británico Charles Elliot, llegado el 24 de marzo, lo entregara entre abril y mayo, habiendo prometido (sin autorización de su gobierno) a los comerciantes de opio que el gobierno británico les indemnizaría (primera guerra del Opio).[20]
- 20 de marzo: Los delegados de las Asociaciones británicas contra la ley de los cereales, que establecían aranceles importantes a la importación de cereales en el país, se reúnen en Mánchester y forman la Liga contra la ley de cereales (Anti-Corn Law League), abierta a todas las ciudades y distritos en contra de esa ley.[21]
- 23 de marzo: en Birmania se registra un fuerte terremoto de 8,3 que deja cientos de muertos.
- 27 de marzo: Trescientos judíos de Mashhad en Irán son obligados a convertirse a la religión chiita islámica, durante los disturbios del Allahdad (significa "Justicia de Dios"), tras los disturbios sociales en los que murieron treinta y seis judíos, y se obligó a siete niñas judías a convertirse en novias musulmanas.[22]
- 31 de marzo: En la Guerra Grande, batalla de Pago Largo, con victoria del bando federal (blancos de Uruguay + federalistas argentinos).[23]

### Abril
- 7 de abril: entre Leipzig y Dresde (Alemania) se inaugura el primer ferrocarril de larga distancia, con 115 kilómetros de vía.[24]
- 9 de abril: En Gran Bretaña, inauguración de la primera línea comercial de telégrafo eléctrico, a lo largo de la línea del Great Western Railway, desde la estación de Paddington en Londres a West Drayton (21 km).[25]
- 13 de abril: En Guatemala, golpe de Estado del general Rafael Carrera (que controló el Estado hasta su muerte en 1865) que repuso en el poder al presidente Mariano Rivera Paz, y comienzo del gobierno conservador de los 30 años.[26]
- 17 de abril: Guatemala se independiza de la federación de las Provincias Unidas de Centro América, y forma una república.[26]
- 17 de abril: En Gran Bretaña, fundación en Londres de la sociedad abolicionista British and Foreign Anti-Slavery Society, que se convertirá en la Anti-Slavery International.[27]
- 19 de abril: En Inglaterra se firma el tratado de Londres, que reconoce la independencia de Bélgica del Reino Unido de los Países Bajos, obtenida 9 años antes en la Revolución Belga. Entre los signatarios estaban el Reino Unido, Francia, Austria, Prusia, Rusia y los Países Bajos. Reparto de Luxemburgo, que se convierte en su mayor parte en territorio belga.[28][29]
- 21 de abril: El sultán otomano Mahmud II declara al Pachá Mehmet Alí de Egipto traidor al Imperio, y ordena el cruce del río Éufrates y el relance de las operaciones en Siria contra Egipto.[30]
- 25 de abril: El ejército anglo-indio captura Kandahar sin disparar un tiro al jurar su gobernador lealtad a Shuja Shah, que es restablecido en el trono de Afganistán.[11]
- 27 de abril al 13 de mayo - Batalla de Ramales y Guardamino. Primera Guerra Carlista.

### Mayo
- 7 de mayo: En Gran Bretaña, tras la dimisión del whig Lord Melbourne como primer ministro, la Reina Victoria encarga al tory Robert Peel formar gobierno. Estalla la crisis de las Damas de Cámara,[31] al rehusar la reina la petición de Robert Peel de reemplazar seis damas de compañía, cuyos esposos eran políticos whig, por esposas de políticos torys. Robert Peel renuncia y deja el camino libre al conservador Lord Melbourne para volver al poder.[32]
- 7 de mayo: El movimiento del Cartismo se mueve de Londres a Birmingham en mayo con treinta y cinco delegados, donde tuvieron lugar grandes reuniones en la explanada Bull Ring durante todo el mes. El día 7 la petición al Parlamento británico para una reforma electoral estaba preparada.[7]
- 12 de mayo: El activista político revolucionario y libertario francés Louis Auguste Blanqui, junto a la "Sociedad de las estaciones" que había creado en 1837, lanza un intento revolucionario contra el régimen reaccionario de Luis Felipe I de Francia, para instaurar una República social. El levantamiento fracasa por falta de preparación, pero mueren 77 insurgentes y 28 militares. Blanqui es condenado a muerte, pero se le conmuta esta pena por la de cadena perpetua.[33]
- 22 de mayo: El presidente de la Compañía de Nueva Zelanda, formada recientemente por la fusión de tres sociedades, Lord Durham, pide autorización al Reino Unido para colonizar Nueva Zelanda, y establecer allí un gobierno colonial bajo la soberanía británica.[34]^
- 31 de mayo: Tratado entre Gran Bretaña y el Sultán de Omán y Zanzíbar, garantizando a los habitantes (árabes y suajilis) de la costa de Mrima, enfrente de Zanzíbar, el monopolio del marfil y de la resina copal en toda la costa africana entre Tangata y el puerto de Quiloa (entre los paralelos 5.º S y 7.º S aproximadamente).[35]

### Junio
- 3 de junio: En China, el Comisario Imperial Lin Zexu hace quemar con fuego, sal y lima (durante 3 semanas) en Humen, en una playa en las afueras de Cantón, los 20 000 barriles de opio (unas 1200 a 1400 ton) requisados a los británicos (primera guerra del Opio).[36]
- 7 de junio: En Hawái, el rey Kamehameha III, bajo la presión de misioneros estadounidenses, firma un conjunto de leyes con una Declaración de Derechos que llamaron La Carta Magna de las Islas de Hawái, y que convertían una nación de esclavos en un pueblo libre.[37]
- 13 de junio: en Serbia, el príncipe Miloš Obrenović abdicó (forzado por los jefes locales, apoyados por Rusia y Turquía, debido a su carácter despótico) a favor de su hijo mayor Milan, enfermo de tuberculosis, que murió el 8 de julio. Reinó luego su hijo menor Mihailo.[38]
- 14 de junio: La petición de reforma electoral del Cartismo es presentada al Parlamento británico por Thomas Attwood.[7]
- 24 de junio: El ejército otomano, con asesores militares prusianos, es batido en Nezib cerca de Alepo por las tropas egipcias de Ibrahim bajá (hijo de Mehmet Alí), pero la noticia se conoce en Constantinopla el 7 de julio, después de la muerte del sultán Mahmud II el 1 de julio.[30]
- 27 de junio: En la India, muerte de Ranjit Singh en Lahore, fundador y maharajá del reino sikh del Punyab durante 40 años, conocido como el león del Punyab. Esto evita que se prepare el ejército punyabí que debía apoyar a Gran Bretaña en la invasión de Afganistán. El Punyab caerá en el caos y colapsará en menos de seis años.[39]
- 27 de junio: El ejército anglo-indio del Indo reanuda su marcha hacia Kabul para completar la conquista de Afganistán.[11]
- 30 de junio: En Colombia, las tensiones con la Iglesia provocan la guerra civil (1839-1842). La decisión del Congreso de suprimir los conventos menores de la región de Paso (de menos de 8 frailes), provoca el levantamiento de la población de la zona y la Guerra de los Supremos o de los Conventos en la República de la Nueva Granada (antiguo estado correspondiente al actual Colombia y a Panamá).[40]
- Junio y julio: En Suazilandia, comienzo de la primera guerra civil zulú. El rey zulú Dingane intenta rehacer su reino hacia el norte, pero es derrotado por los suazi en la batalla de Lubuya.[41]

### Julio
- 2 de julio: Abdülmecit I (1823-1861) se convierte en el 31.er sultán otomano de 1839 a 1861, tras la muerte de su padre Mahmud II. Educado como un príncipe occidental, proclama la igualdad de todos ante la ley, reforma las finanzas, la administración y la justicia; reconstruye el ejército, abre nuevas escuelas y suprime la esclavitud de los negros.[42]
- 4 de julio: Estallan los Bull Ring Riots, disturbios callejeros en Birmingham con el enfrentamiento de los seguidores del Cartismo y la policía de Londres, que había sido llamada por los magistrados locales de la ciudad.[7]
- 10 de julio: Nicolás Bravo asume la presidencia de México como undécimo presidente de este país.
- 10 de julio: La fragata francesa L'Artemise llega y bloquea el puerto de Honolulu, para poner fin a la persecución de los católicos por el reino de Hawái, favorecida por la actitud de los protestantes metodistas en las islas. El 12 de julio, el rey Kamehameha III proclama un edicto de tolerancia, y después firma un tratado de amistad con Francia el 17 de julio.[43]
- 12 de julio: El Parlamento británico rechaza la Carta del Pueblo (People's Charter) por 235 votos contra 46. La petición de reforma electoral es desestimada.[7]
- 13 de julio: Moses Montefiore, en compañía del cónsul británico Patrick Campbell, es recibido por Mehmet Alí en Alejandría. Como continuación de su viaje a Palestina, indica la posibilidad de instalar 200 pueblos de colonos judíos en Galilea, y propone a Mehmet Alí un plan de inversión bancaria como compensación. A pesar de su interés, el asunto fue pospuesto por el momento.[44]
- 13 de julio (1 de julio del calendario juliano): Reforma monetaria en el Imperio Ruso del ministro de Finanzas Cancrin, por la que el rublo de plata se convierte en la unidad monetaria oficial, lo que agilizó la circulación del dinero y logró estabilizar el sistema fiscal ruso.[45][46]
- 14 de julio: Tras salir de la base de los Dardanelos el 1 de julio, y tras la derrota de Nezib en junio, la flota turca se dirige a Alejandría y se rinde al Pachá Mehmet Alí de Egipto, que se convertía así en el árbitro del Imperio Otomano. El almirante de la flota turca, Ahmed Pachá, se pasa al enemigo con todos sus barcos.[47]
- 19 de julio: En México Anastasio Bustamante ocupa la presidencia por tercera ocasión.
- 23 de julio: El ejército anglo-indio toma la inexpugnable fortaleza de Ghazni tras tres días de intensa lucha, y con pocas bajas británicas.[11]
- 24 de julio: En Brasil, proclamación de la República Juliana o República Catarinense, que formó una confederación con la República Riograndense. La nueva República duró solamente unas semanas, hasta el 15 de noviembre, y después de varias escaramuzas volvió a integrarse en Brasil en 1845.[48]
- 26 de julio: El ejército anglo-indio captura Ali Masjid, el punto más estrecho del paso Khyber, en su camino hacia Kabul.[11]
- 27 de julio: Al conocerse la derrota otomana en Nezib, las potencias europeas (Austria, Francia, Reino Unido, Prusia y Rusia) imponen su mediación en el conflicto turco-egipcio a través de una Nota enviada a la Sublime Puerta.[47]
- 29 de julio: Tras la toma de la ciudad de Laguna, proclamación de la República Juliana o República Catarinense, dentro del estado actual brasileño de Santa Catarina, por David Canabarro y Giuseppe Garibaldi, formando una Confederación con la vecina República Riograndense. Esta República aguantó hasta que el 15 de noviembre del mismo año, la capital, Laguna, fue reconquistada por el Imperio de Brasil.[49]
- Julio: En China, dos marineros británicos borrachos matan a un campesino chino en Kowloon, pero el Superintendente Charles Elliot rechaza entregarlos para que fuesen castigados por la justicia china (primera guerra del Opio).[36]

### Agosto
- 7 de agosto: El ejército anglo-indio con Shuja Shah, entra y se instala en Kabul, tras la huida de Dost Mohammed Khan el 2 de agosto.[11]
- 15 de agosto: El británico sir James Brooke llega con un barco armado a Sarawak, en Malasia. Allí, se entrevistó con el tío del Sultán de Brunéi, y le ayudó a reducir y cazar a las tribus rebeldes Iban (Dayak). Como recompensa, fue hecho Rajá de Sarawak (1841), y sus herederos continuaron gobernando hasta 1946.[50]
- 21 de agosto: Los rusos toman la fortaleza de Ahulgo en la campaña de conquista de la caucásica Dagestán, tras 4 días de sangrientos combates.[51]
- 26 de agosto: El navío cubano Amistad, que hacía el trayecto de La Habana a Puerto Príncipe, con cincuenta y tres africanos capturados en Sierra Leona (tráfico de esclavos ilegal), pierde el control ante los amotinados el 1 de julio, y tras varias semanas es “socorrido” por el buque estadounidense “Washington” el 26 de agosto, que los desembarcó en New Haven, en Conneticut. Fueron posteriormente liberados en Estados Unidos, después de una dura batalla legal.[52][53]
- 29 de agosto: Los generales Espartero(cristino) y Maroto(carlista) firman el Convenio de Oñate, en Guipúzcoa, con el que finaliza la guerra en las provincias del País Vasco y en Navarra (Primera Guerra Carlista). Los rebeldes son reintegrados en sus puestos y el Régimen Foral es mantenido.[54]
- 31 de agosto: En España, los generales Espartero (carlista) y Maroto (cristino) se dan el «Abrazo de Vergara» en el puente de Zubieta, ante sus tropas, con el que queda refrendado el Convenio de Oñate (Primera Guerra Carlista).[54]

### Septiembre
- 4 de septiembre: Batalla de Kowloon entre buques británicos y juncos de guerra chinos que estaban aplicando un bloqueo de víveres en el delta del río de las Perlas, entre Macao y Hong Kong. Fue el primer conflicto armado de la primera guerra del Opio.[36]
- 6 de septiembre: Revuelta en Zúrich contra el gobierno liberal del Cantón, que es depuesto.[55]
- 20 de septiembre: Primera línea de ferrocarril neerlandesa de Ámsterdam a Haarlem (velocidad máxima = 40 km/h). Recorrido en 30 min en vez de 2 horas.[56]
- 21 de septiembre: En Saenamteo, las autoridades coreanas torturan y decapitan al obispo Laurent Imbert y a los misioneros Jacques Chastan y Pierre Mobant, por rehusar revelar las localizaciones de pequeñas comunidades católicas en el país.[57]

### Octubre
- 3 de octubre: Primera línea de ferrocarril italiana de Nápoles a Portici (7,2 km de longitud). Inaugurada por el rey Fernando II de las Dos Sicilias, para un recorrido de 9 minutos.[58]
- 5 de octubre: El británico James Clark Ross parte de Chatham (Kent) comandando una expedición científica a la Antártida (hasta 1843) para estudiar el magnetismo terrestre, con los buques HMS Erebus y HMS Terror, adonde llegará en el otoño austral de 1840.[59]
- 10 de octubre: En el marco del Gran Juego entre Rusia y Gran Bretaña por el dominio del Asia Central, aprobación por el zar del plan ruso para atacar el Kanato de Khiva, un estado independiente de Uzbekistán. El general Vasili Alekséyevich Perovski partió en noviembre con 5000 hombres, 10 000 camellos y 2000 caballos. La campaña fue un desastre por problemas de intendencia y por un invierno extremadamente crudo. Sin luchar en ninguna batalla, el destacamento tuvo que volver atrás en febrero de 1840, llegando a sus bases en mayo, habiendo perdido 1000 hombres y la mayoría de sus camellos por el frío y las enfermedades.[60]
- 12 de octubre: Los colonos holandeses bóeres fundan la República de Natal en África del Sur, con su capital en Pietermaritzburg.[61]
- 16 de octubre al 2 de noviembre: Expedición de las Puertas de Hierro. Cabalgada del duque de Orleans  y del mariscal Valée de Constantina a Argelia, a través de las Puertas de Hierro y Sétif. Abd al-Qadir, viendo en ello una violación del Tratado de Tafna, declara la guerra a los franceses.[62]
- 27 de octubre: El jefe zulú Mpande, medio hermano del rey Dingane, se alía con los bóeres para derrotarle. A cambio de ser coronado rey, les cede tierras para que se instalen.[41]
- 29 de octubre: En Argentina se inicia la revolución de los Libres del Sur, movimiento de oposición y revolución al sur de la provincia de Buenos Aires, sería amenaza interna al régimen de Juan Manuel de Rosas; será aplastada 10 días después (ver 7 de noviembre, más abajo).[63]
- Octubre: Dost Mohammed Khan llegó con 1500 seguidores y con su hijo a Bujará, donde se convirtió en un prisionero virtual de su Emir (primera guerra anglo-afgana).[11]

### Noviembre
- 3 de noviembre: En Estambul, el sultán otomano Abdülmecit I de 16 años promulga el Edicto de Gülhane, que proclama la igualdad ante la ley de todos los sujetos del imperio otomano, cualquiera que fuese su religión, lo que introducía la tolerancia religiosa y contradecía la ley coránica. Mediante este edicto se dio inicio a la época conocida como Tanzimat (o Era de las Reformas), dentro del Imperio otomano para modernizarlo.[64]
- 3 de noviembre: Primera batalla en la isla de Chuenpi, junto al estrecho de Humen, cerca de Cantón en el marco de la primera guerra del Opio. Cuatro juncos de guerra chinos fueron destruidos por buques de guerra británicos, y las dos flotas se retiraron.[65]
- 4 de noviembre: en Gales, se produce un enfrentamiento en la ciudad de Newport (Newport Rising) entre las fuerzas del orden británicas y 5000 a 10 000 simpatizantes del Cartismo, que causaron la muerte de 22 manifestantes. Los líderes de la rebelión fueron detenidos y condenados a muerte, aunque posteriormente, por la presión popular, se les conmutó por pena de cárcel o el exilio.[66]
- 7 de noviembre: Batalla de Chascomús en la Argentina; derrota de los Libres del Sur ante las tropas de Juan Manuel de Rosas.[63]
- 10 de noviembre: El periódico barcelonés El Constitucional publica la noticia sobre la obtención de la primera fotografía de España, un daguerrotipo de la lonja de Barcelona atribuido a Pedro Felipe Monlau.
- 16 o 25 de noviembre: en el estado de Andhra Pradesh (India), una marea de tempestad (de 12 m de altura) provocada por un inmenso ciclón golpea la localidad de Coringa, destruye 2000 barcos y mata a 20 000 personas.[67]
- 17 de noviembre: En Sudán, primera expedición sobre el Nilo Blanco por los egipcios de Mehmet Alí comandados por un turco, durante 72 días, que se establecen en Gondokoro.[68]
- 20 de noviembre: En Argelia, el emir Abd al-Qádir, tras la reunión con su Asamblea el 3 de julio en Taza, y con el apoyo de Marruecos, declara la guerra a Francia, y se dedica a masacrar colonos y destruir las granjas. Dispone de un ejército regular de 10 000 hombres instruidos por los turcos y de desertores europeos.[69]
- 25 de noviembre: En la India, una marejada tormentosa de 12 m de altura provocada por un inmenso ciclón, golpea la localidad de Coringa en Andhra Pradesh, provocando la muerte de 300.000 personas y la destrucción de 20 000 barcos. La ciudad nunca fue reconstruida en su totalidad.[70]
- 26 de noviembre: Dificultades del gobierno septembrista en Portugal. El Primer ministro, Rodrigo Pinto Pizarro, barón da Ribeira de Sabrosa debe dimitir a causa de su política anti-inglesa. Un ministerio Cartista le reemplaza, con Costa Cabral como ministro de Justicia.[71]
- 28 de noviembre: Convención franco-neerlandesa sobre la partición de la isla de San Martín en las Antillas, firmada en Philipsburg. Precisión sobre los acuerdos del Tratado de Concordia de 1648, respecto a la caza, pesca, explotación de salinas y extradición de delincuentes.[72]
- Noviembre: El aventurero y abogado estadounidense John Lloyd Stephens y el artista Frederick Catherwood salen de Nueva York el 3 de octubre y llegan a Belice el 30 de octubre. Desde allí, se lanzan a descubrir las ciudades perdidas de las Américas. Con la ayuda de un guía local, descubren y exploran la ciudad maya de Copán, en Honduras.[73]

### Diciembre
- 3 de diciembre: a la muerte de Federico VI, su primo Cristián VIII se convierte en rey de Dinamarca hasta 1848. Fue un monarca absolutista, pero eficaz en la gestión del país.[74]
- 6 de diciembre: El Partido Whig (Estados Unidos) republicano, celebra por primera vez una Convención nacional en Harrisburg, Pensilvania, para nominar a su candidato, el general William Henry Harrison, a las elecciones presidenciales de 1840.[75]
- 8 de diciembre: en Badajoz (España), el alcalde José María López y Rastrollo inaugura el cementerio de San Juan de Badajoz.
- 19 de diciembre: En la Guerra Grande, batalla de Cagancha, con victoria del bando unitario (colorados de Uruguay y unionistas argentinos).[23]
- 24 de diciembre: Los británicos evacuan la ciudad de Port Natal y se la donan a los bóeres.[41]

### Fechas desconocidas
- En Perú se disuelve la Confederación Perú-Boliviana.
- Comienzo del reinado del rey Mugabe Mutambuka de Ankole (parte de la actual Uganda), que dejará a su muerte en 1867 el reino con su extensión máxima.[76]
- Decisión rusa al final de 1839 de la venta de Fort Ross (California), en la costa del Condado de Sonoma. Esta se realiza en 1841 al empresario estadounidense John Sutter por 30 000 piastras. Esta fortaleza fue creada en 1812 por los rusos de la Compañía Ruso-Americana en la Alta California, como suministrador de productos agrícolas para la Alaska rusa.[77]
- En Japón, juicio (Bansha no Goku) a la "Sociedad de Estudios Bárbaros" (Bansha), grupo de sabios estudiosos de la cultura y ciencia occidentales, deseosos de abrir el país a los extranjeros. Los miembros más importantes (Watanabe Kazan y Takano Chōei) fueron condenados a prisión perpetua.[78]
- En Estados Unidos, en Cooperstown (Nueva York), invención del juego de Béisbol por Abner Doubleday, que definió el primer esquema para jugar el béisbol, según la conclusión en 1908 de la The Mills Commission.[79]

## Arte y literatura
- 11 de febrero: En EE. UU., establecimiento en Columbia de la Universidad de Misuri, siendo la primera universidad al oeste del río Misisipi.[80]
- 5 de marzo: Fundación de la Universidad de Longwood en Farmville, Virginia, cuando la Farmville Female Seminary Association se incorporó a la Asamblea General de Virginia.[81]
- 23 de marzo: Aparición por primera vez de la expresión “O.K.” en el periódico estadounidense The Boston Morning Post. Esta expresión correspondía a "Oll Korrect", que era un error ortográfico popular para "All correct", que se refiere a que todo "está bien" o "es correcto".[82]
- Marzo: Tras escribir la novela en siete semanas a finales de 1938 en París, el escritor francés Henry Bayle, conocido por su seudónimo Stendhal, publica en dos volúmenes La Cartuja de Parma, que obtiene ecos y elogios de toda la prensa.[83]
- 24 de abril: La Universidad de Boston es fundada por un grupo de Metodistas, como una escuela de Teología, y creada inicialmente como Instituto Bíblico de Newbury (Vermont).[84]
- 17 de noviembre: Estreno de Oberto, la primera ópera de Giuseppe Verdi en el Teatro alla Scala de Milán.[85]
- 27 de noviembre: Fundación de la American Statistical Association, en Boston, Massachusetts, teniendo lugar su primera reunión el 18 de diciembre.[86]
- El presbiteriano escocés-estadounidense John Muir escribe una obra en sánscrito, el mata-pariksha o “Estudio comparado de las religiones”, que publica en Calcuta, en la que demuestra la superioridad del cristianismo sobre el hinduismo. Esto transforma el hinduismo, que era un conjunto de ritos y creencias, en una religión unificada por un cuerpo de doctrina central.[87]
- Honoré de Balzac: Publicación de Un gran hombre de provincias en París, segunda parte de Las ilusiones perdidas.[88]

## Ciencia y tecnología
- 1 de enero: El físico y químico británico Michael Faraday publica “Experimental Researches in Electricity”, clarificando la verdadera naturaleza de la electricidad.[89]
- 2 de enero: en Francia, Louis Daguerre toma la primera fotografía de la Luna.
- 7 de enero: Louis Daguerre presenta públicamente el daguerrotipo y su invento de la fotografía en la Academia de Ciencias de Francia.[90]
- Enero: El escocés Thomas Henderson anuncia al regresar a Inglaterra, la primera medida de la distancia a Alpha Centauri (4,3 años-luz), basado en el brillo de la estrella, que había realizado el año anterior en su base de Sudáfrica.[91]
- 23 de febrero: El inventor estadounidense Charles Goodyear dejó por error una mezcla de azufre y caucho sobre una estufa encendida. La mezcla se endureció y se hizo más elástica y resistente. Este proceso de vulcanización es la base de la industria actual de los neumáticos y fue patentado en 1844.[92]
- 24 de febrero: En EE. UU., el ingeniero civil estadounidense William Otis recibe la patente por la invención de la primera pala cargadora a vapor (steam shovel), para mover rocas y tierras.[93]
- 29 de julio: Presentación por el físico francés Alexandre-Edmond Becquerel en l'Académie des Sciences de París, de su descubrimiento del efecto fotovoltaico, al experimentar con una pila electrolítica con electrodos de platino, en la que observó el incremento de corriente que causa la exposición a la luz solar.[94]
- 19 de agosto: Louis Daguerre presenta el Daguerrotipo y sus detalles técnicos en una sesión conjunta de la Academia de Ciencias de Francia y de la Academia de Bellas Artes de Francia. El Estado francés le compró su invento, le dio una pensión vitalicia y lo puso a disposición de todo el mundo.[90]
- 9 de septiembre: El científico y astrónomo inglés John Herschel (hijo del astrónomo William Herschel), que había inventado las palabras "fotografía", "positivo" y "negativo", toma la primera fotografía sobre placa de vidrio, utilizando hiposulfito sódico para fijar y hacer permanente la Imagen obtenida. El tema de la fotografía fue la estructura del telescopio de su padre en Slough, en el sur de Inglaterra.[95]
- 24 de noviembre: El ingeniero, artista e inventor escocés James Nasmyth perfecciona la prensa de vapor. Existe un croquis de su diseño de martillo pilón de vapor datado del 24 de noviembre, que permite trabajar el hierro a gran escala.[96]
- El herrador escocés Kirkpatrick Macmillan inventa la bicicleta de pedales. Trabajando con su padre, vio una draisiana y decidió ponerle unos pedales para impulsarse con los pies sin ponerlos en el suelo.[97]
- El químico germano-suizo Christian Schönbein, mientras hacía experimentos de electrólisis de agua en la Universidad de Basilea, notó un fuerte olor en el laboratorio, similar al de una tormenta con relámpagos. Debido a este fuerte olor, llamó al nuevo gas "Ozono", de la palabra griega ozein, que significa "oler". Presentó su descubrimiento en la Academia Francesa de Ciencias de París en 1840.[98]
- El botánico Matthias Schleiden y el zoólogo Theodor Schwann, postulan la Teoría celular, en la que las estructuras elementales de las plantas y de los tejidos animales están constituidos por células y por productos derivados de ellas, y que la multiplicación de estas unidades elementales determina el crecimiento de los organismos.[99]
- El matemático Carl Friedrich Gauss desarrolla una intensa labor en el estudio del magnetismo terrestre con el profesor Wilhelm Weber en la Universidad de Gotinga, y publica Allgemeine Theorie Erdmagnetismus en el que demuestra que sólo puede haber dos polos magnéticos y sienta las bases de la teoría del magnetismo terrestre.[100]

## Nacimientos

### Enero
- 1 de enero: Ouida, pseudónimo de la novelista inglesa Marie Louise Ramé (f. 1908).
- 2 de enero: Gustave Trouvé, ingeniero eléctrico e inventor francés (f. 1902).
- 4 de enero: 
  - Casimiro de Abreu, poeta brasileño (f. 1860).
  - Carl Humann, arquitecto y arqueólogo alemán, descubridor del Altar de Pérgamo (f. 1896).
- 5 de enero: Nicolás de Piérola, político peruano apodado El Califa, y Presidente de Perú en dos ocasiones (f. 1913).
- 8 de enero: William A. Clark, político y empresario estadounidense, uno de los Reyes del Cobre de Montana (f. 1925).
- 11 de enero: 
  - Eugenio María de Hostos, educador y escritor puertorriqueño, que luchó por la independencia de Puerto Rico (f. 1903).
  - Elisabeth Järnefelt, salonista finlandesa, madre del arte y cultura de Finlandia (f. 1929).
- 14 de enero: Sava Petrovic, botánico, médico y naturalista serbio (f. 1889).
- 17 de enero: Albert Bernhard Frank, biólogo, pteridólogo, micólogo y algólogo alemán (f. 1900).
- 19 de enero: Paul Cézanne, pintor francés posimpresionista, padre de la pintura moderna (f. 1906).
- 21 de enero: Catalina Volpicelli, italiana, fundadora de la Congregación religiosa católica de Esclavas del Sagrado Corazón (f. 1894).
- 27 de enero: 
  - Pavlo Chubynsky, poeta y etnógrafo ucraniano, autor del poema adaptado como himno nacional de Ucrania (f. 1884).
  - Nikolai Bobrikov, militar y político ruso, gobernador general de Finlandia (f. 1904).

### Febrero
- 2 de febrero: Rudolf von Fischer-Benzon, botánico y docente alemán (f. 1911).
- 6 de febrero: 
  - Israel Meir Kagan, famoso rabino europeo, originario de Bielorrusia, autor de varias obras sobre la ley rabínica y la ética judía (f. 1933).
  - José Brunetti y Gayoso, duque de Arcos y grande de España, diplomático español (f. 1928).
- 9 de febrero: 
  - Addison Emery Verrill, zoólogo estadounidense, especialista en cefalópodos (f. 1926).
  - Laura Redden Searing, poeta y periodista sorda estadounidense (f. 1923).
- 10 de febrero: Josep Oller, director de teatro español y empresario, creador del Moulin Rouge y del Olympia de París (f. 1922).
- 11 de febrero: Josiah Willard Gibbs, químico y físico estadounidense, gran contribuidor a la fundación teórica de la termodinámica (f. 1903).
- 13 de febrero: William Arrol, Ingeniero civil escocés y político del Partido Liberal del Reino Unido (f. 1913).
- 14 de febrero: 
  - Hermann Hankel, matemático alemán, experto en números complejos y cuaterniones (f. 1873).
  - Oskar Liebreich, farmacéutico alemán, profesor de la Universidad de Berlín (f. 1908).
  - Charles Longuet, periodista y militante socialista, miembro de la Primera Internacional, que participó en la Comuna de París y fue yerno de Karl Marx (f. 1903).
- 15 de febrero: Onésimo Leguizamón, abogado, periodista y político argentino, ministro de Justicia e Instrucción Pública (f. 1886).
- 18 de febrero: 
  - Pascual Cervera y Topete, almirante español que participó en la guerra hispano-estadounidense de 1898, y que fue ministro de Marina (f. 1909)
  - Harry Govier Seeley, paleontólogo británico, experto en dinosaurios (f. 1909).
  - Zadoc Kahn, Gran Rabino de Francia durante 16 años (f. 1905).
- 22 de febrero: Cayetano Sánchez Bustillo, diputado, senador, ministro de Ultramar, ministro de Hacienda y gobernador del Banco de España (f. 1908).
- 28 de febrero: Juan María Marcelino Gilibert, militar francés, organizador y director de la Policía Nacional de Colombia (f. 1923).

### Marzo
- 1 de marzo: Luigi Pelloux, general y político italiano, presidente del Consejo de Ministros del Reino de Italia (f. 1924).
- 3 de marzo: Jamsetji Tata, magnate indio, fundador del Grupo Tata (f. 1904).
- 6 de marzo: 
  - Olegario Víctor Andrade, poeta, periodista y político argentino, de origen brasileño (f. 1882).
  - Ada Christen, poetisa y escritora austriaca del Naturalismo (f. 1901).
- 7 de marzo: Ludwig Mond, químico e industrial británico, de nacimiento alemán (f. 1909).
- 8 de marzo: 
  - James Crafts, químico estadounidense, que desarrolló la alquilación de Friedel-Crafts (f. 1917).
  - Josephine Cochrane, inventora estadounidense, que desarrolló el primer lavavajillas comercial (f. 1913).
- 11 de marzo: Franz de Meran, noble austríaco y primer conde de Merano (f. 1891).
- 16 de marzo: Sully Prudhomme, poeta y ensayista francés, premio Nobel de Literatura en 1901 (f. 1907)
- 17 de marzo: Josef Rheinberger, organista y compositor en Múnich, originario de Liechtenstein (f. 1901).
- 20 de marzo: José Chinchilla, militar español, ministro, senador y gobernador de Cuba (f. 1899).
- 21 de marzo: Modest Músorgski, compositor nacionalista ruso, integrante del grupo de Los Cinco (f. 1881).
- 23 de marzo: 
  - Otto Eerelman, pintor, grabador y litógrafo neerlandés, especializado en caballos y perros (f. 1926).
  - Alfonso María de Fusco, prelado italiano (f. 1910).
  - Carlos Alfredo D'Amico, abogado, político y escritor argentino, gobernador de Buenos Aires (f. 1917).
- 25 de marzo: 
  - Carlo Pellegrini, caricaturista italiano de la revista Vanity Fair (f. 1889).
  - Marianne Hainisch, fundadora y presidenta del movimiento de mujeres de Austria (f. 1936).
- 27 de marzo: John Ballance, político y primer ministro de Nueva Zelanda (f. 1893).
- 30 de marzo: Adele M. Fielde, activista social, misionera bautista, científica y escritora estadounidense (f. 1916).
- 31 de marzo: Alpheus Baker Hervey, clérigo, botánico, algólogo y briólogo estadounidense (f. 1931).

### Abril
- 5 de abril: Robert Smalls, esclavo estadounidense y que llegó a ser elegido miembro del Congreso de Estados Unidos tras la guerra de Secesión (f. 1915).
- 7 de abril: Ida Ferenczy, figura aristocrática, y dama de compañía de la emperatriz Isabel de Baviera (f. 1928).
- 9 de abril: Joseph Trimble Rothrock, naturalista, ambientalista estadounidense, "Padre de la Forestación" de Pensilvania (f. 1922).
- 11 de abril: Nagakura Shinpachi, capitán de la segunda tropa del Shinsengumi, fuerza de policía especial del final del shogunato en Japón (f. 1915)
- 12 de abril: 
  - Nikolái Przevalski, geógrafo y naturalista ruso, importante explorador de Asia Oriental y Asia Central (f. 1888).
  - Julio M. Cervantes, militar mexicano, Inspector de las Líneas Nacionales de México, senador y gobernador de Querétaro y Coahuila (f. 1909).
- 16 de abril: 
  - Antonio Starabba, político italiano, que fue dos veces primer ministro (f. 1908).
  - Frederic Ward Putnam, ictiólogo, naturalista, arqueólogo y administrador estadounidense (f. 1915).
- 17 de abril: John Gould Veitch, botánico, horticultor y explorador inglés (f. 1870).
- 20 de abril: 
  - Wilhelm Körner, químico alemán especializado en compuestos aromáticos, que trabajó en la Universidad de Palermo, y la Universidad de Milán hasta su muerte (f. 1925).
  - Aleksandr Aleksándrovich Fischer von Waldheim, botánico, micólogo, briólogo y explorador ruso (f. 1920).
  - Carlos I de Rumanía, príncipe alemán, elegido rey de Rumanía en 1881 (f. 1914).
- 22 de abril: August Wilhelm Eichler, botánico alemán que trabajó en las relaciones intervegetales (f. 1887).
- 30 de abril: 
  - Yoshitoshi, artista japonés, especializado en el grabado ukiyo-e (f. 1892).
  - Floriano Vieira Peixoto, militar y político brasileño, Presidente de Brasil (f. 1895).
  - Carlos Salvador de Austria-Toscana, archiduque de Austria y mariscal de campo del Ejército Austrohúngaro (f. 1892).

### Mayo
- 1 de mayo: Hilaire de Chardonnet, conde francés, ingeniero, científico e industrial, que patentó la seda artificial (f. 1924).
- 3 de mayo: Johannes Fastenrath, jurista, escritor, hispanista e hispanófilo alemán, miembro de la Real Academia Española (f. 1908).
- 17 de mayo: Maria Antonia Lalia, religiosa católica italiana, fundadora de las Dominicas Misioneras de San Sixto (f. 1914).
- 20 de mayo: Bernardino Caballero, político y militar paraguayo, Presidente de Paraguay de 1880 a 1886 (f. 1912).
- 21 de mayo: Nils Christoffer Dunér, astrónomo sueco y profesor de la Universidad de Lund y más tarde de la Universidad de Upsala (f. 1914).
- 27 de mayo: Lucjan Malinowski, lingüista polaco, catedrático y director del Seminario de Lenguas eslavas (f. 1898).
- 28 de mayo: 
  - Luigi Capuana, escritor siciliano, teórico del movimiento verista en Italia (f. 1915).
  - Edelmiro Mayer, militar argentino y gobernador de la provincia de Santa Cruz (f. 1897).
- 30 de mayo: 
  - Elena Franz, actriz y pianista alemana de la nobleza (f. 1923).
  - Robert Hartig, naturalista forestal y micólogo alemán (f. 1901).

### Junio
- 4 de junio: Arnold von Lasaulx, geólogo alemán especializado en mineralogía y petrografía (f. 1886).
- 16 de junio: 
  - Julius Petersen, matemático danés, gran contribuidor a la teoría de grafos moderna (f. 1910).
  - Adolf Breymann, escultor alemán (f. 1878).
- 20 de junio: Konstantin Makovski, pintor academicista ruso, asociado al Artel de Pintores de San Petersburgo (f. 1915).
- 21 de junio: Joaquim Machado de Assis, escritor brasileño de todos los géneros literarios (f. 1908).
- 24 de junio: Gustavus Franklin Swift, empresario estadounidense de la industria cárnica, que desarrolló el transporte ferroviario por vagón refrigerado (f. 1903).
- 26 de junio: Emma Miller, sindicalista y sufragista británica, que favoreció la fundación del Partido Laborista Australiano (f. 1917).
- 27 de junio: George Mary Searle, astrónomo y clérigo estadounidense (f. 1918).
- 29 de junio: Iginio Ugo Tarchetti, escritor italiano scapigliato, poeta y periodista (f. 1869).

### Julio
- 7 de julio: Feodora de Hohenlohe-Langenburg, princesa alemana, duquesa consorte de Sajonia-Meiningen (f. 1872).
- 8 de julio: 
  - Heinrich von Zeissberg, historiador austríaco, director del Instituto vienés de investigación histórica y de la biblioteca Imperial de Viena (f. 1899).
  - Juan Bautista Scalabrini, prelado italiano beatificado en 1997 (f. 1905).
  - John D. Rockefeller, empresario, inversor y filántropo estadounidense, que monopolizó la industria petrolera y llegó a ser el hombre más rico de su época (f. 1937).
- 17 de julio: 
  - Friedrich Gernsheim, compositor, director de orquesta y pianista alemán (f. 1916).
  - Ephraim Shay, comerciante estadounidense, empresario e ingeniero ferroviario (f. 1916).
- 18 de julio: Ivan Kuratov, uno de los primeros escritores modernos de la literatura en la lengua komi (f. 1875).
- 20 de julio: Julius Cohnheim, patólogo experimental judeoalemán, que descubrió el origen del pus (f. 1884).
- 31 de julio: Ignacio Andrade, militar y político venezolano, Presidente de Venezuela en 1898-1899 (f. 1925).

### Agosto
- 4 de agosto: 
  - Walter Pater, ensayista, historiador del arte y escritor británico (f. 1894).
  - Calixto García, líder insurrecto cubano, y general durante las guerras de 1868 hasta su muerte (f. 1898).
- 8 de agosto: 
  - Nelson A. Miles, militar estadounidense que sirvió en la guerra civil estadounidense, en las Guerras Indias y en la Guerra Hispano-Estadounidense (f. 1925).
  - Otto Finsch, etnógrafo, naturalista y explorador alemán (f. 1917).
- 9 de agosto: 
  - Gaston Paris, filólogo, lingüista y romanista francés (f. 1903).
  - Carlos Teodoro de Baviera, príncipe bávaro de la Casa de Wittelsbach, y duque de Baviera (f. 1909).
- 10 de agosto: Aleksandr Stolétov, físico ruso, fundador de la ingeniería eléctrica y profesor de la Universidad de Moscú (f. 1896).
- 13 de agosto: Michael Augustine Corrigan, obispo católico de la Newark, y arzobispo de Nueva York (f. 1902).
- 15 de agosto: Pere Alsius i Torrent, farmacéutico y prehistoriador español (f. 1915).
- 17 de agosto: Matthijs Maris, pintor, aguafuertista y litógrafo neerlandés, de estilo prerrafaelista (f. 1917).
- 19 de agosto: Julius Oscar Brefeld, botánico y micólogo alemán, profesor de la Universidad de Münster desde 1882, y de la Universidad de Breslau desde 1898 (f. 1925).
- 22 de agosto: 
  - Johann Georg Mönckeberg, político alemán, alcalde de Hamburgo en siete ocasiones (f. 1908).
  - Julius Bernhard Friedrich Adolph Wilbrand, químico alemán que sintetizó el trinitrotolueno o TNT (f. 1906).
- 24 de agosto: Eduard Nápravník, director de orquesta y compositor checo, director del Teatro Imperial Mariinsky de San Petersburgo (f. 1916).
- 31 de agosto: Emilio Comba, célebre pastor italiano e historiador valdense (f. 1904).

### Septiembre
- 1 de septiembre: Sarah Winchester, empresaria, filántropa y arquitecta aficionada estadounidense (f. 1922).
- 2 de septiembre: Henry George, economista estadounidense, defensor del impuesto único sobre el suelo (f. 1897).
- 7 de septiembre: Patricio Montojo y Pasarón, almirante de la Marina española (f. 1917).
- 8 de septiembre: 
  - Gregorio Luperón, militar y político dominicano, Presidente provisional de la República Dominicana en 1879-1880 (f. 1897).
  - Natalicio de María Talavera, primer poeta paraguayo tras la independencia, y corresponsal en la Guerra de la Triple Alianza (f. 1867)
- 9 de septiembre: 
  - Devil Anse Hatfield, estadounidense, líder de la familia Hatfield durante el conflicto entre los Hatfield y los McCoy, en Estados Unidos (f. 1921).
  - Maria Swanenburg, asesina en serie neerlandesa, que envenenó a 27 niños con arsénico (f. 1915).
- 10 de septiembre: Charles Sanders Peirce, filósofo, lógico y científico estadounidense, fundador del pragmatismo y padre de la semiótica moderna (f. 1914).
- 19 de septiembre: Mary Anna Draper, astrónoma estadounidense y mecenas de instituciones de investigación astronómica (f. 1914).
- 23 de septiembre: Pierre-Henri Dorie, misionero francés de la Sociedad de las Misiones Extranjeras de París, que murió martirizado en Corea (f. 1866).
- 24 de septiembre: John Neale Dalton, capellán de la reina Victoria y tutor del rey Jorge V del Reino Unido (f. 1931).
- 25 de septiembre: Karl Alfred von Zittel, geólogo, naturalista, paleobotánico, paleozoólogo y paleontólogo alemán (f. 1904).
- 26 de septiembre: Ludwig Wittmack, botánico, micólogo y profesor alemán (f. 1929).
- 27 de septiembre: Takasugi Shinsaku, samurái líder del Kiheitai, que contribuyó a la restauración Meiji tras el período Edo (f. 1867).
- 28 de septiembre: Frances Willard, educadora estadounidense, escritora y activista por el sufragio femenino (f. 1898).

### Octubre
- 2 de octubre: 
  - Hans Thoma, pintor alemán especializado en temática de fe cristiana (f. 1924).
  - Cecilia de Baden (Olga Feodorovna), Gran Duquesa del Imperio Ruso por su matrimonio con el hijo menor del zar Nicolás I de Rusia (f. 1891).
- 8 de octubre: Johannes Otzen, arquitecto experto en planeamiento urbanístico, y catedrático alemán (f. 1911).
- 9 de octubre: Georges Leclanché, científico e ingeniero francés, que proyectó la primera pila eléctrica fabricada en serie (f. 1882).
- 10 de octubre: Francisco Giner de los Ríos, ensayista, filósofo y pedagogo español, creador de la Institución Libre de Enseñanza (f. 1915)
- 19 de octubre: Jane Morris, bordadora y modelo del ideal de belleza prerrafaelista (f. 1914).
- 20 de octubre: Florêncio Carlos de Abreu e Silva, abogado, periodista, escritor, diputado y senador brasileño (f. 1881).
- 29 de octubre: Diego Martelli, crítico de arte italiano, entusiasta del impresionismo (f. 1896).
- 30 de octubre: 
  - Alfred Sisley, pintor impresionista francobritánico (f. 1899).
  - Adolph von Asch zu Asch auf Oberndorff, teniente general y ministro de la Guerra de Baviera de 1893 a 1905 (f. 1906).
- 31 de octubre: Heinrich Ernst Göring, jurista y diplomático alemán (f. 1913).

### Noviembre
- 3 de noviembre: Pōmare V, último rey de Tahití, antes de pasar el poder a Francia en 1880 (f. 1891).
- 7 de noviembre: Hermann Levi, director de orquesta alemán, de origen hebreo y gran amigo de Richard Wagner (f. 1900).
- 8 de noviembre: Iván Goremykin, primer ministro muy conservador del Imperio Ruso durante la Primera Guerra Mundial (f. 1917).
- 9 de noviembre: 
  - Paule Mink, periodista revolucionaria feminista y socialista francesa, que participó en la Comuna de París y la Primera Internacional (f. 1901).
  - Capitán Martin Van Buren Bates, hombre estadounidense que padecía gigantismo, con 2,20 m de altura (f. 1919).
- 14 de noviembre: Júlio Dinis, escritor y médico portugués (f. 1871).
- 16 de noviembre: Louis-Honoré Fréchette, escritor y político canadiense (f. 1908).
- 18 de noviembre: August Kundt, físico alemán que trabajó en la visualización de ondas sonoras y luminosas, y de campos magnéticos (f. 1894).
- 28 de noviembre: 
  - Crescente Errázuriz, religioso chileno y Arzobispo de Santiago de Chile (f. 1931).
  - Elise Honegger, periodista, editora y activista suiza por los derechos de las mujeres (f. 1912).
- 29 de noviembre: Ludwig Anzengruber, dramaturgo, novelista y poeta austríaco (f. 1889).
- 30 de noviembre: Rafael Fernández de Villanueva, profesor, abogado, magistrado y político peruano, ministro y Presidente del Consejo de Ministros del Perú (f. 1931).

### Diciembre
- 5 de diciembre: George Armstrong Custer, oficial de caballería del Ejército de Estados Unidos, que participó en la guerra de secesión y en las guerras indias, y que murió en la batalla de Little Big Horn contra los indios (f. 1876).
- 7 de diciembre: 
  - Redvers Buller, general británico que luchó en China, Canadá, Sudán y la guerra anglo-bóer (f. 1908).
  - Gustav Mützel, artista alemán, famoso pintor de animales (f. 1893).
- 12 de diciembre: Caroline Lake Quiner, madre de la novelista estadounidense Laura Ingalls (f. 1924).
- 16 de diciembre: José Miguel Blanco, escultor y dibujante chileno (f. 1897).
- 17 de diciembre: Ludovic-Napoléon Lepic, pintor, grabador y arqueólogo francés, de estilo impresionista (f. 1889).
- 18 de diciembre: 
  - Adolf Daens, sacerdote flamenco y político belga, defensor de los obreros (f. 1907).
  - Théodule-Armand Ribot, psicólogo y filósofo francés (f. 1916).
- 22 de diciembre: 
  - Ana Pavlovna Barykova, poeta rusa (f. 1893).
  - Georges Rayet, meteorólogo y astrónomo francés (f. 1906).
  - John Nevil Maskelyne, ilusionista e inventor británico (f. 1917).

### Fechas desconocidas
- Francisco Cañedo, gobernador mexicano del Estado de Sinaloa durante 32 años (f. 1909).
- Ramón Ribeyro, magistrado y político peruano, ministro de Justicia, ministro de Relaciones Exteriores y Presidente de la Corte Suprema del Perú (f. 1916).

## Fallecimientos

### Enero
- 4 de enero: Benjamin Gaillon, algólogo y micólogo francés, especialista en plantas marinas (n. 1782).
- 12 de enero: Joseph Anton Koch, pintor austriaco del romanticismo (n. 1768).
- 17 de enero: Federico Moretti y Cascone, militar, compositor y músico italiano, Mariscal de Campo del ejército español, y especialista en la didáctica de la guitarra clásica (n. 1769).
- 22 de enero: Christian Ramsay, botánica e historiadora natural escocesa, miembro de la Sociedad Botánica de Edimburgo (n. 1786).
- 28 de enero: William Beechey, popular retratista inglés (n. 1753).
- 29 de enero: Ángel María Candina, sacerdote salvadoreño, firmante del Acta de Independencia de América Central (n. 1792).

### Febrero
- 1 de febrero: Giuseppe Valadier, arquitecto, urbanista, arqueólogo y orfebre italiano, de estilo neoclasicista (n. 1762).
- 2 de febrero: Carlos de España, noble y militar francés al servicio del rey Fernando VII de España (n. 1775).
- 10 de febrero: Pedro Romero, torero español (n. 1754).
- 12 de febrero: Manuel Tellería Vicuña, abogado, magistrado y político peruano,diputado y presidente del Senado (n. 1789).
- 16 de febrero: Tiburcia Haedo, patriota argentina, una de las Patricias Argentinas (n. 1767).
- 17 de febrero: Pedro Domecq Lembeye, noble y empresario hispano-francés, fundador de las Bodegas Domecq en Jerez de la Frontera (n. 1787).
- 18 de febrero: Juan Antonio Guergué, general español y jefe de Estado Mayor carlista, fusilado en Estella por el general carlista Rafael Maroto (n. 1789).
- 18 de febrero: Pablo Sanz Baeza, Mariscal de Campo carlista español, fusilado en Estella por el general carlista Rafael Maroto (n. 1801).
- 23 de febrero: Mijaíl Speranski, político ruso que influyó en la reforma del Imperio ruso (n. 1772).
- 28 de febrero: Vicente León, jurisconsulto y filántropo ecuatoriano, presidente de la Corte Superior de Justicia del Cuzco en Perú, y gobernador (n. 1773).

### Marzo
- 7 de marzo: Adolphe Nourrit, tenor francés, primer cantante de la Ópera Garnier de París (n. 1802).
- 9 de marzo: Hermann-Gaspard Cotty, barón francés, originario de los Países Bajos, escritor, general y Comandante de la Legión de Honor (n. 1772).
- 15 de marzo: Cipriano Portocarrero, noble, militar y político español, conde de Montijo, prócer del Reino y senador (n. 1784).
- 19 de marzo: Mary Townley,una de las primeras mujeres arquitectas en Inglaterra (n. 1753).

### Abril
- 6 de abril: Henri Brod, compositor francés y fabricante de oboes, autor del método para oboes H. Brod (n. 1799).
- 11 de abril: John Galt, escritor escocés (n. 1779).
- 14 de abril: Heinrich Christian Funck, farmacéutico, botánico y briólogo alemán (n. 1771).
- 15 de abril: Manuel Pardo Ribadeneira, magistrado español, regente de la Real Academia de Cuzco en Perú (n. 1759).
- 17 de abril: Johanna Henriette Trosiener, escritora alemana, madre del filósofo Arthur Schopenhauer (n. 1766).
- 27 de abril: Guillaume André Villoteau, musicólogo y etnomusicólogo francés, fundador de la etnomusicografía (n. 1759).
- 30 de abril: Ignacio de Bustamante, político mexicano, Gobernador del Estado de Sonora en diez ocasiones (n. 1770).

### Mayo
- 3 de mayo: Ferdinando Paër, compositor italiano de origen danés (n. 1771).
- 6 de mayo: John Batman, empresario y explorador australiano, fundador del asentamiento que se convertiría en Melbourne (n. 1801).
- 7 de mayo: José María Heredia, poeta cubano, introductor del romanticismo en América, humanista, juez, periodista y diputado en México (n. 1803).
- 9 de mayo: Joseph Fiévée, periodista, escritor, alto funcionario y agente secreto francés (n. 1767).
- 13 de mayo: William Farquhar, empleado de la Compañía Británica de las Indias Orientales, y primer Residente de la colonia de Singapur (n. 1774).
- 13 de mayo: Pehr Henrik Ling, especialista en anatomía y fisiología humana, instructor de gimnasia y fundador de la gimnasia sueca (n. 1776).
- 18 de mayo: Carolina Bonaparte, hermana pequeña de Napoleón, esposa del general Joaquín Murat y Reina de Nápoles (n. 1782).
- 21 de mayo: Pedro Nolasco Rodríguez, militar y político argentino, gobernador de la provincia de Córdoba (Argentina) (n. 1805).
- 24 de mayo: Ramón Salvato, jurista y político español, Presidente del Congreso de Diputados y ministro de Justicia (n. 1784).
- 28 de mayo: Bernard Lange, escultor neoclásico francés,y primer restaurador en jefe de las Antigüedades del Museo del Louvre (n. 1754).

### Junio
- 11 de junio: Pedro José Fonte y Hernández Miravete, último arzobispo de México español (n. 1777).
- 17 de junio: William Bentinck, político inglés, gobernador general de la India de 1828 a 1835 (n. 1774).
- 22 de junio: Domingo Cullen, político canario, gobernador en Argentina de la provincia de Santa Fe (n. 1791).
- 22 de junio: Elias Boudinot, periodista estadounidense y político cheroqui (n. 1802).
- 23 de junio: Mariano Lagasca, botánico español, director del Real Jardín Botánico de Madrid (n. 1776).
- 23 de junio: Hester Stanhope, excéntrica aristócrata inglesa, viajera y exploradora, la Reina blanca de Palmira en Siria (n. 1776).
- 27 de junio: Allan Cunningham botánico y explorador inglés (n. 1791).
- 27 de junio: Manuel Vicente Maza, abogado y político argentino, gobernador de la provincia de Buenos Aires y encargado de las Relaciones Exteriores de la nación (n. 1779).
- 27 de junio: Ranjit Singh, el león del Punyab, maharajá y fundador del Reino sij del Punyab en la India (n. 1780).

### Julio
- 1 de julio: Mahmut II, sultán del Imperio Otomano desde 1808 (n. 1785).
- 8 de julio: Milan II Obrenovic, príncipe del reino de Serbia, que reinó solamente un mes (n. 1819).
- 9 de julio: Pauline de Tourzel, noble y escritora francesa, última gobernanta de los hijos de Luis XVI y María Antonieta (n. 1771).
- 10 de julio: Fernando Sor, guitarrista y compositor español (n. 1778).
- 23 de julio: António Saldanha da Gama, aristócrata, gobernador del África Occidental Portuguesa, ministro de Asuntos Exteriores y ministro de Hacienda (n. 1778).
- 29 de julio: Gaspard de Prony, matemático e ingeniero hidráulico francés y primer director del Catastro de Francia (n. 1755).

### Agosto
- 5 de agosto: Bhimsen Thapa, primer ministro de Nepal de 1806 a 1837 (n. 1775).
- 7 de agosto: Erasmo Luis Surlet de Chokier, barón belga, regente del Reino de Bélgica (n. 1769).
- 7 de agosto: John Graham, médico y botánico escocés, superintendente del jardín botánico de Bombay (n. 1805).
- 15 de agosto: Aleksandr Odoyevski, militar y poeta ruso (n. 1802).
- 19 de agosto: Girolamo Arganini, arquitecto italiano (n. 1764).
- 25 de agosto: Giorgio Bidone, ingeniero hidráulico italiano (n. 1781).
- 28 de agosto: William Smith, geólogo inglés, creador del primer mapa geológico detallado de un país (n. 1769).
- 30 de agosto: Pedro Francisco de Uriarte, sacerdote y político argentino, diputado y firmante de la declaración de independencia de Argentina en 1816 (n. 1758).
- 31 de agosto: William Wilkins, arquitecto y arqueólogo inglés (n. 1778).

### Septiembre
- 9 de septiembre: Johannes Jacob Hegetschweiler, médico, botánico, micólogo y político suizo (n. 1789).
- 17 de septiembre: Jerónimo de Mendoza Galavís, político colombiano, presidente interino de Colombia en 1831 (n. 1773).
- 20 de septiembre: Valentín Gómez, sacerdote y político argentino del Partido Unitario, y rector de la Universidad de Buenos Aires (n. 1774).
- 20 de septiembre: Thomas Masterman Hardy, vicealmirante británico, Primer Lord del Mar, colaborador y amigo de Horatio Nelson (n. 1769).
- 20 de septiembre: Matías de Irigoyen, militar, funcionario y político argentino (n. 1781).
- 21 de septiembre: San Laurent-Joseph-Marius Imbert, obispo misionero católico francés, decapitado en Corea (n. 1796).
- 22 de septiembre: Pablo Chong Hasang, uno de los mártires coreanos de la iglesia católica (n. 1795).
- 29 de septiembre: Friedrich Mohs, geólogo y mineralogista alemán, creador de la escala de Mohs de dureza de los minerales (n. 1773).

### Octubre
- 6 de octubre: William Light, militar británico y Topógrafo Superior de la colonia de Australia Meridional, que eligió el lugar de su capital, Adelaida (n. 1786).

### Noviembre
- 4 de noviembre: José Gabriel de Silva-Bazán, noble, político, militar y diplomático español, primer director del Museo del Prado, y presidente de la Real Academia Española (n. 1772).
- 7 de noviembre: Pedro Castelli, militar argentino, que encabezó la revolución de los Libres del Sur (n. 1796).
- 7 de noviembre: Ambrosio Crámer, militar francés, participante en las guerras napoleónicas y en las guerras civiles argentinas (n. 1792).
- 8 de noviembre: José Ramón de Loayza Pacheco, político boliviano y Presidente del gobierno interino del país en 1828 (n. 1751).
- 15 de noviembre: Giocondo Albertolli, arquitecto, pintor y escultor suizo, de estilo neoclásico (n. 1743).
- 15 de noviembre: William Murdoch, ingeniero mecánico e inventor escocés, innovador en motores de vapor y en el alumbrado de gas (n. 1754).
- 29 de noviembre: Guillermina de Sagan, noble alemana, Duquesa soberana de Żagań, amante de Klemens von Metternich (n. 1781).
- 30 de noviembre: Georgio Gallesio, botánico, político y diplomático italiano, especializado en pomología (n. 1772).

### Diciembre
- 3 de diciembre: Federico VI de Dinamarca, rey de Dinamarca desde 1808, y rey de Noruega de 1808 a 1814 (n. 1768).
- 13 de diciembre: Gertrudis Rueda de Bravo, novohispana liberal, que participó en la independencia de México (n. 1759).
- 16 de diciembre: José Gregorio Paredes, científico, epidemiólogo, médico, político y cosmógrafo peruano, creador del Escudo Nacional del Perú (n. 1778).
- 21 de diciembre: San Andrés Dung-Lac, sacerdote católico vietnamita, decapitado bajo el reinado de Minh Mang (n. 1795).
- 26 de diciembre: Manuel Belgrano Cabral, abogado, político, poeta y dramaturgo argentino (n. 1803).
- 31 de diciembre: Genaro Berón de Astrada, militar y político argentino (n. 1804).
- 31 de diciembre: Juan Nepomuceno Moreno, general colombiano, Presidente del Gobierno interino de la República de la Nueva Granada (n. fin siglo XVIII).

### Fechas desconocidas
- Jacques-Louis Descemet, botánico, rosalista e hibridador francés, primer obtentor de rosas de Francia y director del jardín botánico imperial de Odesa (n. 1761).
- Marie Paradis, francesa, primera mujer en subir al Mont Blanc, considerada la primera mujer alpinista de la historia (n. 1778).